# 바이올린 협주곡 (베토벤)
《바이올린 협주곡 라장조, 작품번호 61》은 루트비히 판 베토벤이 1806년 작곡한 바이올린과 관현악을 위한 협주곡이다. 베토벤의 중기 걸작 중 하나로, 그의 유일한 바이올린 협주곡이다.
베토벤은 바이올린과 관현악을 위한 작품에 관하여 이 작품 외에 세 곡을 남겼다. 두 개의 소품, 로망스(《로망스 1번, 작품 번호 40》 및 《로망스 2번, 작품 번호 50)》와 1악장의 도중에서 미완성으로 끝난 《바이올린 협주곡 다장조, WoO 5》(1790-2년)가 이에 해당하며, 완성된 바이올린 협주곡은 이 작품 한 편 밖에 없다. 그러나 그 완성도는 경이로워서 "바이올린 협주곡의 왕자"라고 불리고, 멘델스존의 《작품번호 64》, 브람스의 《작품번호 77》과 함께 "3대 바이올린 협주곡"이라고도 불린다.
같은 시기의 《교향곡 4번》, 《피아노 협주곡 4번》과도 상통하는 이 작품은 서정성이 넘치고 평온하고 평안한 표정이 인상적이지만, 테레제 브룬스비크와의 긴밀한 관계가 영향을 미쳤다고도 전해진다.
이 작품이 구상된 시점이 언제인지, 특정된 증거는 없으나, 《교향곡 5번》의 1악장의 스케치에 이 작품의 주제를 적은 것이 존재한다고 전해진다. 작곡의 시기는 《교향곡 3번》과 《교향곡 4번》의 작곡 시기 사이이며, 《피아노 협주곡 4번》의 작곡 시기와 동시대적이다. 여하튼 "걸작의 숲"'이라는 중기의 가장 충실한 창작 시기의 작품이라는 것은 다름이 없다. 창작에 있어서 베토벤은 바이올리니스트이자 안 데르 빈 극장 관현악단의 콘서트마스터였던 프란츠 클레멘트를 독주자로 상정해 그의 조언을 받아 작곡했다.

## 경위

### 배경
"테레제 브룬스비크 / 불멸의 연인"이라는 가설을 믿는 특정 역사가들에 따르면, 여전히 논의되고 있고 있는 것이긴 하지만, 이 작품은 1806년 5월에 테레제 브룬스비크와 은밀히 맺은 약혼에 따른 베토벤의 행복감을 표현한 "사랑의 시"이다. 그는 운명적인 노랑턱멧새보다 훨씬 더 가능성 없는 근원에서 바이올린 협주곡을 위한 영감을 얻었다고 말했다. 그들의 사랑의 감정이 결혼으로 이어지지 않은 것은, 딸들과 더 재정적인 관계를 유지하고 귀족의 지원자들을 끌어들이려고 했던 테레제의 어머니의 가족 정책에 근거했다. 그러나, 테레제와 요제피네는 어머니의 방해에도 불구하고 언제나 베토벤과 밀접한 접촉을 유지하고 있었다. 테레제는 베토벤과 마찬가지로 결코 결혼하지 않았다. 열렬한 음악 애호가였던 그녀는 삶을 마감할 때까지 베토벤 추종자로서의 모습을 보였고, 베토벤의 음악을 사랑했다. 그녀는 오늘날의 베토벤 연구를 위한, 매우 중요한 대규모 편지, 그리고 수많은 일기장을 남겼다.

### 작곡 및 초연, 그리고 이후
이 작품은, 1806년 12월 23일 안 데르 빈 극장에서 열린, 콘서트마스터 프란츠 클레멘트 주최의 음악 아카데미에서, 클레멘트의 바이올린 독주에 의해 공개 초연이 이루어졌다. 베토벤은 클레멘트의 요청으로, 초연의 날짜를 거의 코 앞에 두고 테아터 안 데어 빈에서 급히 이 곡을 썼으며, 초연 직전에 작품을 완성했다. 이 때문에 클레멘트는 거의 즉석에서 연주하여야 했지만, 이 난곡을 처해진 환경 속에서 비교적 잘 소화해 냈고 청중의 환호도 받았다. 베토벤의 제자 카를 체르니에 의하면 성공한 초연으로 간주되었지만, 베토벤의 다른 작품 만큼 빠르게 퍼지지는 않았다. 분명히 대바이올리니스트, 클레멘트의 훌륭한 연주로 청중의 호응을 얻어냈지만, 작품은 초연을 얼마 앞두고 급히 만들어진 까닭에, 약점을 안고 있었다. 그리고 그 약점은 비평가들에게 의해 꼬집어 졌다. 한 비평문에서는 “이 협주곡은 아름다운 점도 있긴 하지만, 음악적 사건의 연결이 간혹 일관성이 없는 듯하며 평범한 악절이 끊임없이 반복되어 피곤하다"는 평가를 내렸다. 그러나 우리가 익히 알고 있는 버전은 1806년 12월 23일의 초연시에 수행된 버전과는 다르다.  베토벤에 의해 높이 평가받는 작곡가 무치오 클레멘티는 1807년에 작곡가를 방문, 그가 공동 소유주인 런던 출판사를 위해 바이올린 연주회를 포함한 최신 작품들의 출판권을 요청했다. 또한 그는 이 작품의 피아노와 관현악을 위한 버전도 추가로 요청했다. 이에 베토벤은 바이올린 협주곡의 악보를 재작업했고, 동시에 피아노를 위한 버전도 작업했다. 빈 국립 도서관에 소장되어 있는 이 작품의 악보는, 서둘러 쓴 첫 번째 버전과 인쇄가 되어있는 수정된 버전, 그리고 피아노를 위한 버전의 악보로서 작품의 역사를 반영한다. 이 작품의 초연시에 베토벤은 그 초고를 클레멘트에게 바쳤지만, 1809년 3월에 악보의 출판이 이루어졌을 때의 헌정은, 이전에 그의 오페라 《피델리오》에 대해 도움이 되는 조언을 했던, 당시의 선도적인 바이올리니스트이자 그의 죽마고우, 슈테판 폰 브로이닝에게 이루어졌다.
초연의 작은 성공 이후, 이 작품은 연주되는 기회가 적어지면서(현재는 부드러움과 평온함의 걸작으로 칭송받고 있지만, 당시의 비평가들은 너무 길다고 생각했고 바이올리니스트들은 연주가 너무 어렵다고 불평했다) 위상도 점점 희미해 져 갔지만, 이를 다시 채용, "바이올린 협주곡의 왕자"로 불리는 순간까지 지명도를 준 것은, 19세기의 가장 중요한 바이올리니스트 중 한 명으로 평가받는 요제프 요아힘의 공적이었다. 베토벤의 사망 이후인 1844년, 멘델스존이 지휘한 로얄 필 하모닉 협회의 관현악단과 함께 당시 열두 살의 바이올린 연주자, 요제프 요아힘 공연으로 이 작품은 다시 부활했다. 요아힘은 이 작품을 가장 위대한 바이올린 협주곡으로 칭송하며 사망할 때까지 평생동안 연주했다.

## 악기 편성
- 독주 바이올린

- 목관악기 ː 플루트, 두 개의 오보에, 두 개의 클라리넷, 두 개의 바순
- 금관악기 ː 두 개의 호른, 두 개의 트럼펫
- 타악기 ː 팀파니
- 현악5부 ː 제1바이올린, 제2바이올린, 비올라, 첼로, 더블베이스

## 악장 구성
전 악장의 연주 시간은 약 45분 정도가 소요된다.

### 제1악장
알레그로 마 논 트로포 라장조, 연주시간 약 25분-26분.

협주풍 소나타 형식. 장대한 관현악 제시부에 의한 서주가 팀파니의 은은하게 새기는 리듬으로 시작된다. 이 모티브가 악장 곳곳에 나타난다. 목관악기가 목가적이며 아름다운 제1주제를 노래한다. 이어 실레지아 민요에 의한 두 번째 주제가 먼저 목관악기로 연주된다. 이윽고 현악기가 트레몰로를 펼치고 금관악기도 가세해 차츰 흥이 올라 관현악 제시부를 마무리한다. 이어 독주 바이올린이 등장해 제1주제를 펼치는데, 여기서도 팀파니의 모티브가 나타난다. 두 번째 주제로는 독주 바이올린 트릴 위에서 목관악기가 연주된다. 그리고 결미 주제로 이끌어 제시부를 마무리 한다. 전개부는 관현악에서 시작, 제2주제를 목관악기에서 전체 연주로 교향곡풍으로서 전개해 간다. 독주 바이올린을 추가하면 제1주제를 연주하여 꼼꼼한 주제 조작이 행해지고 있다. 재현부에 들어서면 역시 관현악이 제1주제를 연주하고 독주 바이올린이 가세한다. 여기서부터는 제시부와 거의 다르지 않다. 관현악이 호쾌하게 마무리 하면 카덴차가 시작되겠지만, 베토벤은 이 카덴차를 작곡하지 않았다. 카덴차 이후 현악기가 피치카토로 연주함과 동시에 독주 바이올린은 제2주제를 조용히 연주하는데, 점차 힘을 더하다가 마지막에는 강주의 주요화음으로 힘차게 끝이 난다.

### 제2악장
라르게토 사장조, 연주시간 약 11분-12분.
변주곡 형식(혹은 변주곡의 주부를 가진 세도막 형식). 평온하고 온건한 주제가 약음기가 딸린 현악기에 의해 제시된다. 제1변주부터 제3변주까지 독주 바이올린은 주제를 담당하지 않고 장식적으로 움직인다. 제1변주에서는 호른과 클라리넷, 제2변주에서는 바순이 주제를 맡는다. 제3변주에서는 관현악에 이어 독주 바이올린이 새로운 선율을 연주하기 시작해 중간부에 들어간다. 이 선율은 G선과 D선으로만 연주하도록 지정되어 있다. 이것이 화려하게 변주되면서 주부의 주제가 변형되고 중간부의 주제와 얽힌다. 현악기가 중후한 울림을 내면 여기에서부터 독주 바이올린의 짧은 카덴차가 되고(이 카덴차는 베토벤의 손에 의한 것), 끊김 없이 바로 3악장으로 들어간다.

### 제3악장
론도 알레그로 라장조, 연주 시간 약 10분.
론도 형식. 갑작스럽게 독주 바이올린이 론도 주제를 제시하면서 시작되고 관현악이 이를 반복한다. 다음으로 독주 바이올린이 낭랑한 제1부주제를 연주한다. 이후 독주 바이올린은 세밀한 경과구를 거쳐 론도 주제를 재현한다. 관현악이 론도 주제를 반복하면 독주 바이올린은 이를 변주하기 시작해 곧 감상적인 제2부주제가 된다. 이를 바순이 인수하고 독주 바이올린은 장식음에 이어 론도 주제를 재귀시킨다. 관현악의 반복, 독주 바이올린 제1부주제와 론도의 틀대로 곡이 진행되어 카덴차가 된다. 독주 바이올린을 통한 론도 주제 재현도 겸해 관현악과 함께 빛나는 절정을 이루며 힘차게 전곡의 막을 내린다.

## 카덴차
베토벤은 피아노 협주곡에 관해서 5번(피아노 협주곡 5번에는 카덴차가 없으며 베토벤 자신도 불필요하다고 지시함)을 제외하고는 모든 작품의 카덴차를 작곡했지만, 바이올린 협주곡에 관해서는 1악장의 카덴차를 남기지 않았다. 많은 바이올리니스트들이 각각 카덴차를 작곡하고 있으며, 그 중 현재 자주 연주되는 것은 요제프 요아힘, 레오폴트 아우어, 프리츠 크라이슬러 등이 창작한 것이다. 그 밖에도, 야샤 하이페츠는 스승 아우어의 작품을 편곡해 사용하고 있지만, 이례의 것으로는, 베토벤 스스로에 의한 피아노 협주곡 편곡판의 카덴차에 근거한 것이나, 알프레트 시닛케의 것이 있다.

### 피아노 협주곡 편곡판 카덴차에 기반한 것
볼프강 슈나이더한은 후술한 피아노 협주곡 편곡판의 카덴차를 편곡한 것을 녹음에 사용하고 있다. 피아노 파트는 바이올린으로 대체됐지만 피아노 협주곡 편곡판 오리지널 카덴차에 있던 팀파니의 파트는 그대로 팀파니에서 연주된다. 또 기돈 크레메르도 피아노 협주곡 편곡판의 카덴차를 편곡해 연주에 사용하고 있다. 카덴차에 있는 팀파니의 파트가 그대로 연주되는 것은 슈나이더한과 동일하지만 피아노 파트는 그대로 바이올린으로 대체되는 것이 아니라 일부는 피아노 파트인 채로 남겨지고 있어, 그 부분을 연주하기 위한 피아노가 반복되고 있다. 그 밖에, 근래에는 토마스 체트마이어나 크리스티안 테츨라프가 같은 시도에 의한 녹음을 실시하고 있다.

### 시닛케 판 카덴차
카덴차의 소재는 통상 완전한 즉흥연주의 경우를 제외하면 같은 곡 중에서 소재를 선택하는 것이 보통이다. 그러나 시닛케가 쓰고 크레메르가 나중에 개작한 카덴차는 다른 곡, 그것도 베토벤 이외의 작곡가(베르크, 브람스 등)의 작품에서도 소재가 인용되고 있다는 점이 주목된다. 또 바이올린뿐 아니라 바순과 팀파니도 연주에 참여하고 있다는 점에서 완전히 이채롭다. 또한 시닛케판 카덴차의 원곡은 구소련의 바이올리니스트 마르크 루보츠키를 위해 쓰여졌다.

## 피아노 협주곡 라장조, Op. 61a
1807년, 베토벤은 무치오 클레멘티의 권유에 따라 이 곡을 피아노 협주곡으로 편곡했다(Op. 61a). 피아노 버전은 바이올린 협주곡의 헌정자 슈테판 폰 브로이닝의 아내 율리에 폰 브로이닝(내실 이름)에게 헌정되었다. 율리에 폰 베링은 피아니스트로, 1808년에 슈테판 폰 브로이닝과 결혼했으며, 이 편곡판은 베토벤이 가장 친한 친구 부부에게 줄 결혼 축하 선물이었다고 한다.
베토벤은 원곡인 바이올린 협주곡에는 카덴차를 쓰지 않았지만, 이 피아노 협주곡에는 공들여 카덴차를 쓰고 있다. 특히 제1악장의 것은 125소절에 걸친 장대한 것이고, 카덴차이면서 팀파니를 동반한 파격적인 작품이다. 앞서 말했듯이 이 카덴차를 바이올린용으로 편곡해 바이올린 협주곡 연주 때 사용하는 경우도 적지 않다. 어느 예에서도, 팀파니의 파트는 그대로 팀파니에서 연주되고 있다. 그렇다고는 해도 카덴차로 가끔 사용될 뿐 피아노 협주곡 판으로서의 Op. 61a의 연주 및 녹음의 예는 적다.

## 녹음
이 협주곡에 관하여는 거의 260개의 녹음이 존재한다. 첫 번째로 알려진 것은 1925년에 바이올리니스트 요제프 볼프슈탈이 녹음한 것이다. 모든 위대한 바이올리니스트들이 이 작품을 새겼다. 그 중에는 예후디 메뉴인(빌헬름 푸르트벵글러과 함께 세 개의 녹음을 포함하여 거의 열 개 가까이 녹음했는데, 그 중 가장 중요한 녹음은 1947년 루체른, 1953년 런던에서의 것이다)과 다비드 오이스트라흐(거의 11개 녹음)도 있다.

## 참고 문헌
각주
1. ↑  Asher, Dewitt (2017년 12월 12일). “The Beethoven Violin Concerto Opus 61 History and Analysis:”. 《American String Teacher》 (영어). doi:10.1177/000313136601600413.
2. 1 2 3  magazin.klassik.com. “Ludwig van Beethoven - Das Violinkonzert”. 《klassik.com》.
3. ↑  Theater-Zeitung, Wien, Jg. 2, Nr. 2 vom 8. Januar 1807, S. 27 (Digitalisat)
4. ↑  Rey X, Écoute comparée : le concerto pour violon de Beethoven, Classica Repertoire, juin 2007, p 64-69.

출처
- Beethoven, Ludwig van: Concerto for Violin and orchestra in D major, op. 61. Score. Eulenburg 2007. EAS 130
- Beethoven, Ludwig van: Konzert für Violine & Orchester D-dur Opus 61. (Facsimile edition of autograph full score) Österreichische Nationalbibliothek, Wien, Mus. Hs. 17.538. Edited, with commentary (in German) by Franz Grasberger. Graz, 1979.
- Berginc, Milan (2010). 《Beethoven's Violin Concerto and Cadenzas of Beethoven's Violin Concerto Op. 61.》 (PDF) (학위논문). 2016년 3월 5일에 원본 문서 (PDF)에서 보존된 문서. 2014년 1월 1일에 확인함.
- Philip, Robert. "Traditional habits of performance in early-twentieth-century recordings of Beethoven", in Stowell, ed. (1994), pp. 195–204.
- Stowell, Robin, 편집. (1994). 《Performing Beethoven》. Cambridge: Cambridge University Press. (ten essays by various authors)
- Stowell, Robin (1998). 《Beethoven Violin Concerto》. Cambridge: Cambridge University Press.
- Wulfhorst, Martin (2010). “A Comprehensive Catalogue of Cadenzas for Beethoven's Violin Concerto op. 61”. 2015년 2월 16일에 원본 문서에서 보존된 문서. 2014년 1월 1일에 확인함.
- Erika Hoffmann (Hrsg.): Friedrich Fröbel an Gräfin Brunszvik. Aus der Werdezeit des Kindergartens. Berlin 1944.